# جان جاك أورفوا
جان جاك أورفوا، وُلد في 19 سبتمبر 1959 في بريست (فرنسا)، هو عالم قانون وسياسي فرنسي.
كان عضوًا في الحزب الاشتراكي (PS)، وشغل منصب نائب في الدائرة الانتخابية الأولى لمنطفة فينيستير بين عامي 2007 و2017، وكان رئيسًا للجنة القوانين في الجمعية الوطنية من عام 2012 حتى عام 2016، وكان وزير العدال من عام 2016 حتى عام 2017 في حكومات مانويل فالس وبرنارد كازنوف.
حاليًا، هو أستاذ في القانون العام في جامعة بريتاني-أوكسيدونتال، حيث يُدرّس القانون الدستوري والعلوم السياسية.

## السيرة الذاتية

### الطفولة، الدراسة، والعمل
ولد جان جاك أورفوا في بريست، والده كان صيدلياً عاماً في الجيش، ووالدته كانت ربة منزل. درس في مدرسة سان فرانسوا دي لينيفان ومن ثم في ثانوية أميرال رونارش في بريست. ونجح في امتحان الباكالوريا بصعوبة. درس القانون العام في جامعة بريتاني الغربية والعلوم السياسية في جامعة رين، ثم استكمل دراسته في جامعة باريس حيث حصل على شهادة دراسات عليا متخصصة في الاتصال السياسي والاجتماعي من السوربون، وقام بكتابة رسالة حول مقارنة شهرة ميشيل روكار وسيمون فيل. في عام 1996، حصل على درجة الدكتوراه في العلوم السياسية من بريست، حيث كانت رسالته مخصصة لـ "الجدول الانتخابي لبريتاني الغربية، 1973-1993" بإشراف جاك باغنار. في عام 1998، أصبح أستاذ محاضر في القانون العام في جامعة بريتاني الغربية وفي معهد التحضير للإدارة العامة في بريست (IPAG Brest). قام بتدريس القانون الدستوري والعلوم السياسية في وحدة التكوين والبحث (UFR) في القانون. منذ انتخابه في الجمعية الوطنية الفرنسية، يعمل بشكل مستقل عن الوظيفة العامة.
شارك لأول مرة في الحزب الاشتراكي الفرنسي في عام 1977، ولكنه انسحب بسبب غياب "روح البطولة". جذبه ميشيل روكار، فعاد إلى الحزب بشكل متقطع حتى عام 1981. بالتوازي مع دراسته، عمل في الجمعية الوطنية من عام 1984 إلى 1986 كمساعد للبرلماني برنار بواجنت. في عام 1986، أصبح مديرًا للتعاونية في فينيستير، ومن ثم في عام 1989، طلب منه برنار بواجنت أن يصبح مدير مكتبه عندما تولى منصب رئيس بلدية كويمبر.

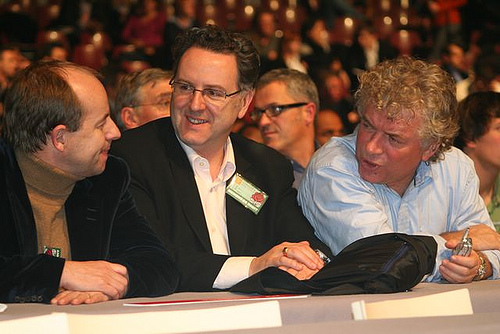
جان جاك أورفواس نائب فينيستير، وريتشارد فيران وفرانسوا كويلاندر رئيس بلدية بريست، في مؤتمر ريمس الحزب الاشتراكي.

### الوظائف والتوجه داخل الحزب الاشتراكي
شغل جان-جاك أورفوا منصب الأمين العام للفيدرالية الاشتراكية في فينيستير من عام 2000 حتى عام 2008. على الرغم من عدم معرفته على الصعيد الوطني، أُنتخب كعضو بالمجلس الوطني للحزب الاشتراكي في مؤتمر ريمس عام 2008، حيث صوت لصالح مارتين أوبري، مشيرًا إلى أنه لا يريد مرشحًا لرئاسة الجمهورية. في مايو 2009، عيّنته مارتين أوبري، الأمين العام للحزب الاشتراكي، كأمينًا وطنيًا مكلفًا بقضايا الأمان، على الرغم من عدم اهتمامه الأولي بهذا الموضوع. كان في هذا الصدد مقررًا عامًا لـ "منتدى الأفكار" الذي نظمه الحزب الاشتراكي في 17 نوفمبر 2010 في كريتاي، والذي قدم الميثاق الوطني للحماية والأمان العام، الذي طرح مقترحًا للتصدي للجريمة. في خريف عام 2011، لخص جميع مقترحاته لاستعادة الأمان في كتاب نشره تحت اسم منشورات فايار. في هذه الفترة، دعم دومينيك ستراوس كان، الذي كان آنذاك رئيس صندوق النقد الدولي. أعلن دعمه لفرانسوا أولاند بضعة أيام قبل الجولة الأولى من الانتخابات الرئاسية الاشتراكية عام 2011.
في عام 2013، تولى إدارة مرصد تيميس التابع لمؤسسة جان جوريس، والذي يختص بقضايا العدالة والأمان ويجمع بين القضاة والمحامين والشرطة والدرك والأكاديميين والمسؤولين السياسيين للنقاش وتبادل وجهات النظر وتفسير التحديات القانونية والمؤسساتية للديمقراطية.

### الانتخابات المحلية:
في عام 2001 ترشح جان جاك أورفوا ضمن قائمة الحزب الاشتراكي والخضر بقيادة جان-كلود جوزيف لانتخابات المجلس البلدي في كويمبر. وفي عام 2004، أُنتخب عضوًا في مجلس منطقة بريتاني، حيث أصبح رئيسًا للمجموعة الاشتراكية.

### النائب في الجمعية الوطنية
انتخب كنائب في 17 يونيو 2007، للفترة البرلمانية الثالثة عشرة (2007-2012)، عن الدائرة الانتخابية الأولى لفينيستير، حيث تغلب في الجولة الثانية على النائبة الحالية مارسيل رامونيه بنسبة 52.13٪ من الأصوات. نظرًا لرفضه التجميع بين المناصب، استقال من منصبه كعضو في مجلس الإقليم. في يوليو 2008، أُنتخب نائبًا لرئيس الجمعية الوطنية مكلفًا بالسياسة الجنائية.
كعضو في لجنة الشؤون القانونية، شارك في قضايا السجون، عمل على مشروع قانون إنشاء المفتش العام لأماكن حرية المحتجزين ومشروع قانون السجون كمسؤول عن مجموعة الاشتراكيين والجمهوريين في الجزء "حقوق المحتجزين". في عام 2008، عارض إنشاء قانون الاحتجاز الأمني الذي اقترحته رشيدة داتي، وزيرة العدل آنذاك، وفي عام 2010 انتقد بشدة قانون العنف في العصابات الذي دافعت عنه ميشيل أليو ماري. تابع بعناية التعديلات الدستورية لعام 2008 والقوانين المختلفة التي تضمن تنفيذها، مثل مشروع القانون المتعلق بالإجراءات التشريعية، وتعديل لائحة الجمعية، وإدخال مفهوم الاستفسار الدستوري الأولوي، وإقامة الدوائر الانتخابية للفرنسيين المقيمين خارج فرنسا.
في أكتوبر 2008، نشر تقريرًا بعنوان "نحو انفجار ترابي" نيابة عن لجنة الشؤون القانونية، يقدم فيه 10 مقترحات لتوضيح صلاحيات الجماعات المحلية. في عام 2009، عبر عن معارضته لرغبة بريس هورتيفو، وزير الداخلية آنذاك، في مضاعفة عدد كاميرات المراقبة بنسبة ثلاث مرات بحلول عام 2011 على الصعيدين الوطني والمحلي.
في السنوات الأخيرة للفترة البرلمانية، شارك في تشريعات عضوية مثل تلك التي تنظم التعيينات الرئاسية أو تلك التي تنظم طرق عزل رئيس الجمهورية، وأيضًا في مجال الأمان مثل إصلاح الاحتجاز أو قانون التوجيه والبرمجة لأداء الأمان الداخلي.
عند انتهاء ولايته الأولى، نشر مع ماغالي ألكساندر كتابًا بعنوان "دليل البقاء في الجمعية الوطنية - فن الحرب البرلمانية" لدى دار النشر أوديل جاكوب. يجمع الكتاب بين القانون والممارسة، ويدعو القارئ - سواء كان مرشحًا متطلعًا للبرلمان، أو مواطنًا فضوليًا أو طالبًا - إلى اكتشاف الوجه الحقيقي للقانون البرلماني.

### رئيس لجنة الشؤون القانونية
في عام 2012، أعيد انتخاب جان جاك أورفوا في الانتخابات التشريعية في يونيو بنسبة 62.74٪ من الأصوات. في 26 يونيو 2012، أُنتخب رئيسًا للجنة الدستورية والتشريعية والإدارة العامة للجمهورية في الجمعية الوطنية، في مواجهة النائب وعمدة الحزب الاشتراكي في كاشان، جان-إيف لو بويلونيك.
فيما يتعلق بالقضايا المؤسسية، قدم جان-جاك أورفوا تقريرًا إعلاميًا في أبريل 2013 لتقييم مبدئي للمسألة الدستورية الأولوية: "QPC: ثلاث سنوات وهي بالفعل كبيرة". فيه، يقترح عدة تطورات تتعلق بتكوين المحكمة الدستورية وينتقد بشكل خاص وجود الرؤساء السابقين للجمهورية. اعتمدت أفكاره في مشروع قانون قدمه في مايو 2013، يهدف إلى تحويل المحكمة الدستورية إلى محكمة دستورية حقيقية.
في أكتوبر 2013، نشر تقريرًا إعلاميًا مع دومينيك بوسيرو ورينيه دوسير بعنوان "افتتاح دورة جديدة لمستقبل نيو كاليدونيا"، داعيًا إلى توفير توافق جديد بين القوى السياسية المختلفة في الإقليم.
هو مؤلف ومقرر لمشروع قانون دستوري يهدف إلى التصديق على الميثاق الأوروبي للغات الإقليمية أو الأقلية، الذي اعتمد في 28 يناير 2014 من قبل الجمعية الوطنية بأغلبية كبيرة (361 صوتًا مع و149 صوتًا ضد من بين 529 ناخبين).
في يونيو 2014، نشر كتابًا بعنوان "من أجل جمعية بريتاني" حيث عبّر عن دعمه لإنشاء جماعة فريدة من خلال دمج المنطقة والمحافظات الأربع.
في خريف عام 2014، عارض التصويت على تعديل من قبل الحكومة يمتد مرسوم الحق في زنزانة فردية لكل سجين. طلب دراسة مسبقة لهذا الموضوع ونشر تقرير حول "الزنزانة الفردية في السجون، الخروج من مأزق المراسيم"، الذي يتضمن استماعًا لخبراء في هذا المجال وزيارة العديد من السجون التي تعاني من اكتظاظ السجون.
أيضًا في عام 2014، عُيّين مقررًا لإصلاح اللائحة الداخلية للجمعية الوطنية الذي بدأه رئيسها كلود بارتولون، حيث اقترح تقدمًا لتقييد النقاش العام في الجلسة العامة، وخلق منصب مقرر عام للجنة الشؤون الاجتماعية.
جان جاك أورفوا استمر في التفكير في قضايا الأمان خلال تلك الفترة. بموجب ذلك، أصبح عضوًا في اللجنة الوطنية لمراقبة تسجيلات الأمان (CNCIS) في أغسطس 2010، وهي سلطة إدارية مستقلة مسؤولة عن ضمان قانونية تسجيل المراسلات الصادرة عن طريق الاتصالات الإلكترونية. في مايو 2013، نشر أول تقرير برلماني عن الإطار القانوني لأنشطة الاستخبارات المعنوية بعنوان "من أجل دولة سرية خدمة لديمقراطيتنا"، حيث دعا إلى اعتماد قانون يهدف إلى تبرير أعمال الخدمات وتنظيم وسائل التحقيق وتعزيز الرقابة عليها. في نفس العام، طلب حزب الخضر إنشاء لجنة تحقيق حول عمل الخدمات الاستخباراتية الفرنسية في متابعة ورصد الحركات المسلحة المتشددة، عُيّين مقررًا لها.
بصفته رئيسًا للجنة الشؤون القانونية، هو واحد من 4 نواب يمثلون في الوفد البرلماني للمعلومات، وبصفته، قدم تعديلات في إطار قانون البرمجة العسكرية، لتوسيع صلاحيات الوفد البرلماني الذي أصبح مسؤولًا عن "مراقبة أعمال الحكومة في مجال الاستخبارات وتقييم السياسة العامة في هذا المجال. ترأس هذه الهيكلة في عام 2014 ونشر تقريرًا أوليًا يحتوي على 105 اقتراحات لإصلاح عالم الاستخبارات.
في عام 2015، كان مقررًا لمشروع قانون متعلق بالمعلومات التي تتعلق بالاستخبارات، والذي اتخذ مبدأه من قبل رئيس الجمهورية خلال اجتماع وطني للمعلومات عقد في يوليو 2014. كمقرر، قدم ما يقرب من 200 تعديل لتوسيع إمكانيات الرقابة للجنة مراقبة تقنيات الاستخبارات المستقبلية، وتقييد مدد الاحتفاظ بالمعلومات المجمعة. تعرض مشروع القانون المتعلق بالاستخبارات بسرعة لانتقادات بشأن تأثيره على الحريات الفردية. وافق النواب بشكل واسع (438 صوتًا مع، 86 صوتًا ضد) ثم السيناتورات (252 صوتًا مع، 67 صوتًا ضد). في 20 يونيو، بعد تحذير رئيس اللجنة الوطنية لتسجيلات الأمان ، جان ماري ديلارو، أعلنت الحكومة أنها ستقدم تعديلاً لإلغاء تعديل جان جاك أورفوا.

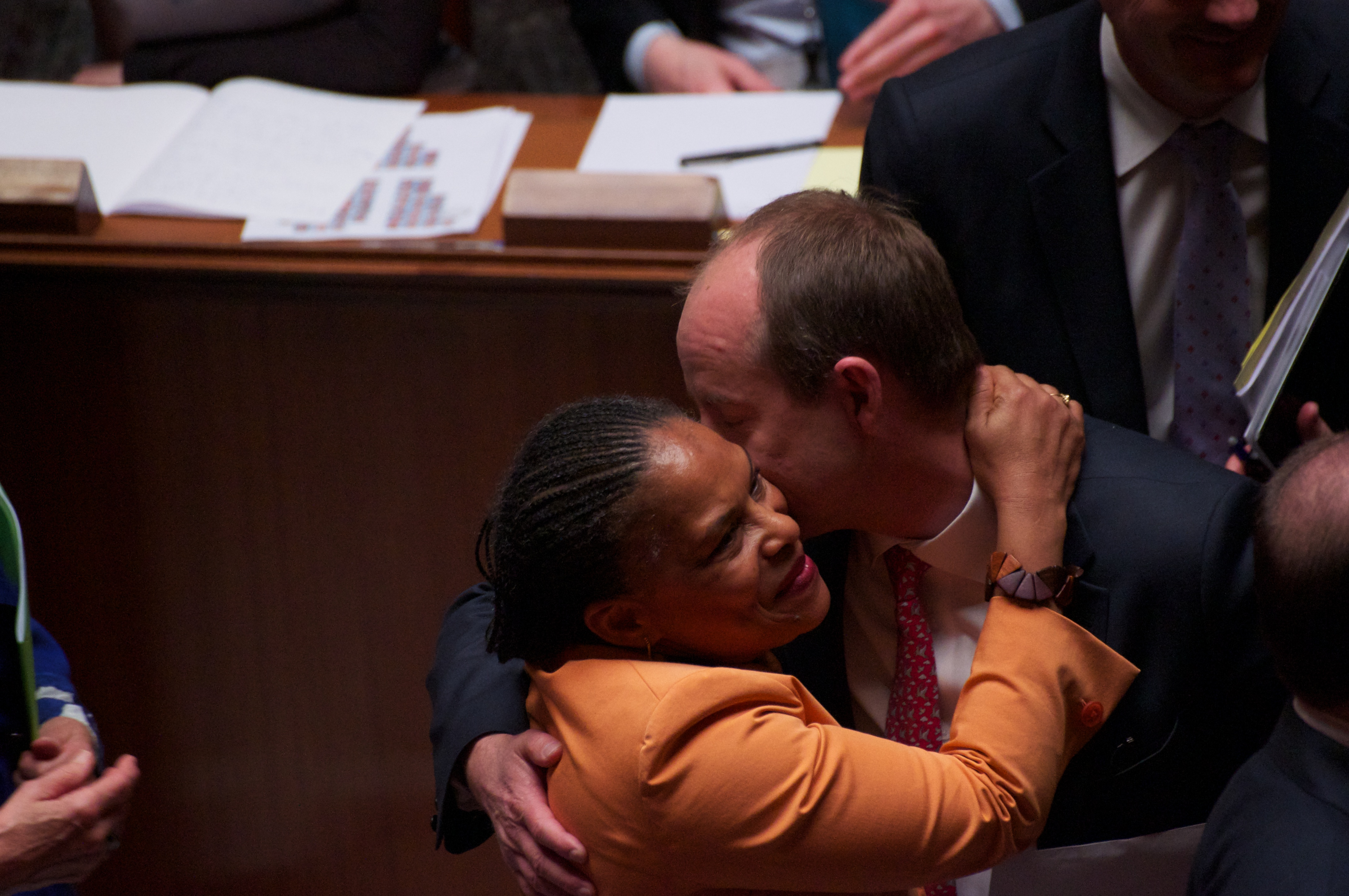
كريستيان توبيرا وجان جاك أورفوا بعد التصويت الرسمي على قانون فتح الزواج للأزواج من نفس الجنس - الجمعية الوطنية

### وزير العدل
شغل جان جاك أورفوا منصب وزير العدل في 27 يناير 2016 خلفاً لكريستيان توبيرا، التي استقالت. وهو الوزير الثاني للعدل الذي عُيّين خلال ولاية فرانسوا هولاند.
عندما وصل إلى منصبه، جعل زيادة ميزانية وزارته هدفه الرئيسي، مشيراً إلى أن العدالة "على وشك الانهيار" وهي "في حالة طوارئ مطلقة". في الميزانية التالية،حصل على زيادة في ميزانية العدالة بنسبة 9٪ مقارنةً بالميزانية السابقة، والتي تبلغ 520 مليون يورو، وهي تمثل أكبر زيادة في جميع فترات الرئاسة.
عند وصوله، واجه مشكلة الاكتظاظ في السجون، حيث اقترب عدد السجناء من 70,000 في مقابل 58,000 سرير في كل سجن. في 20 سبتمبر 2016، نشر تقريرًا بعنوان "إنهاء الاكتظاظ في السجون"، والذي قدمه في سجن فريسنيس. من أجل مكافحة هذا الاكتظاظ في السجون، أعلن مع رئيس الوزراء مانويل فالس في 6 أكتوبر 2016 في آجان، عن بناء 33 سجنًا جديدًا، مع المناطق المحددة.
قدم في 3 فبراير 2016 "مشروع قانون يعزز من مكافحة الجريمة المنظمة والإرهاب وتمويلهما، ويحسن كفاءة وضمانات الإجراءات الجنائية"، والمعروف أيضًا باسم قانون أورفوا. يهدف هذا المشروع إلى تبسيط الإجراءات الجنائية كما يرغب العديد من المهنيين، وتعزيز الضمانات المقدمة للمدعى عليه، خاصة في مرحلة التحقيق الأولي، وتحسين كفاءة الإجراءات المطبقة على الجريمة المنظمة والإرهاب. انتقد بشدة من قبل بعض المنظمات غير الحكومية والأحزاب السياسية، الذين يرون فيه تطبيعاً للإجراءات الاستثنائية لحالة الطوارئ، واختلاطاً ضاراً بين الشرطة الإدارية والشرطة القضائية، وتراجعاً في استقلالية العدالة، وتقليلًا للحريات الفردية، ومنح "رخصة قتل" للشرطة. نُفذ القانون في 4 يونيو 2016.
في مايو 2016، قدم مشروع قانون للـ"عدالة في القرن الواحد والعشرين" الذي يهدف إلى جعل العدالة أكثر بساطة وإتاحة، تتضمن القانون بشكل خاص الطلاق بالاتفاق المتبادل دون إمتثال أمام قاض، وتسهيل تغيير الجنس في الحالة المدنية، وإنشاء إجراء للعمل الجماعي، وإلغاء محاكم الجنح للقصر التي أنشأها اليمين.
في أكتوبر 2016، قدم خطة "أمن السجون والعمل ضد التطرف العنيف"، التي تهدف بشكل خاص إلى التعامل مع تدفق السجناء المتطرفين. تتضمن الخطة بشكل خاص إنشاء قسم فرعي لأمن السجون، وإنشاء وحدات لتقييم التطرف العنيف وتأمين المنشآت. في أبريل 2017، استقال مدير إدارة السجون، فيليب غالي.
أثناء الانتخابات التشريعية التي تلت ذلك، خسر منصبه لصالح آنايج لو مور، وكانت التجربة الانتخابية الأولى لها.